# Ergative sprog
De ergative sprog er sprog der bruger et ergativ/absolutiv kasus-system.
Ergative sprog markerer en transitiv sætnings subjekt med ergativ, og en transitiv sætnings objekt samt en intransitiv sætnings subjekt med absolutiv. På den måde adskiller de sig fra Nominativ-akkusativ-sprog som bruger nominativ til at markere sætningens subjekt, og akkusativ til at markere et eventuelt objekt. 
De ergative sprog adskiller sig således fra nominativ-akkusativ-sprog som f.eks. latin, bretonsk og tysk og dansk samt andre indoeuropæiske sprog.
Et eksempel:
| Subjekt              | Verbum | Objekt                 | Oversættelse      |
| -------------------- | ------ | ---------------------- | ----------------- |
| Der Mann (nominativ) | kam    |                        | Manden kom        |
| Der Mann (nominativ) | sah    | den Jungen (Akkusativ) | Manden så drengen |

| Subjekt            | Objekt             | Verbum    | Oversættelse      |
| ------------------ | ------------------ | --------- | ----------------- |
| Gizona (absolutiv) |                    | etorri da | Manden kom        |
| Gizonak (ergativ)  | mutila (absolutiv) | ikusi du  | Manden så drengen |

Eksempler på ergative sprog:
- Baskisk
- Kaukasiske sprog, for eksempel georgisk
- Visse indoeuropæiske sprog, for eksempel kurdisk og formentlig også proto-indoeuropæisk.
- Tibetansk
- Maori
- Australsk
- Eskimoisk
- Chinook
- Maya
- Arawak
- Sumerisk